# Hüllgraben

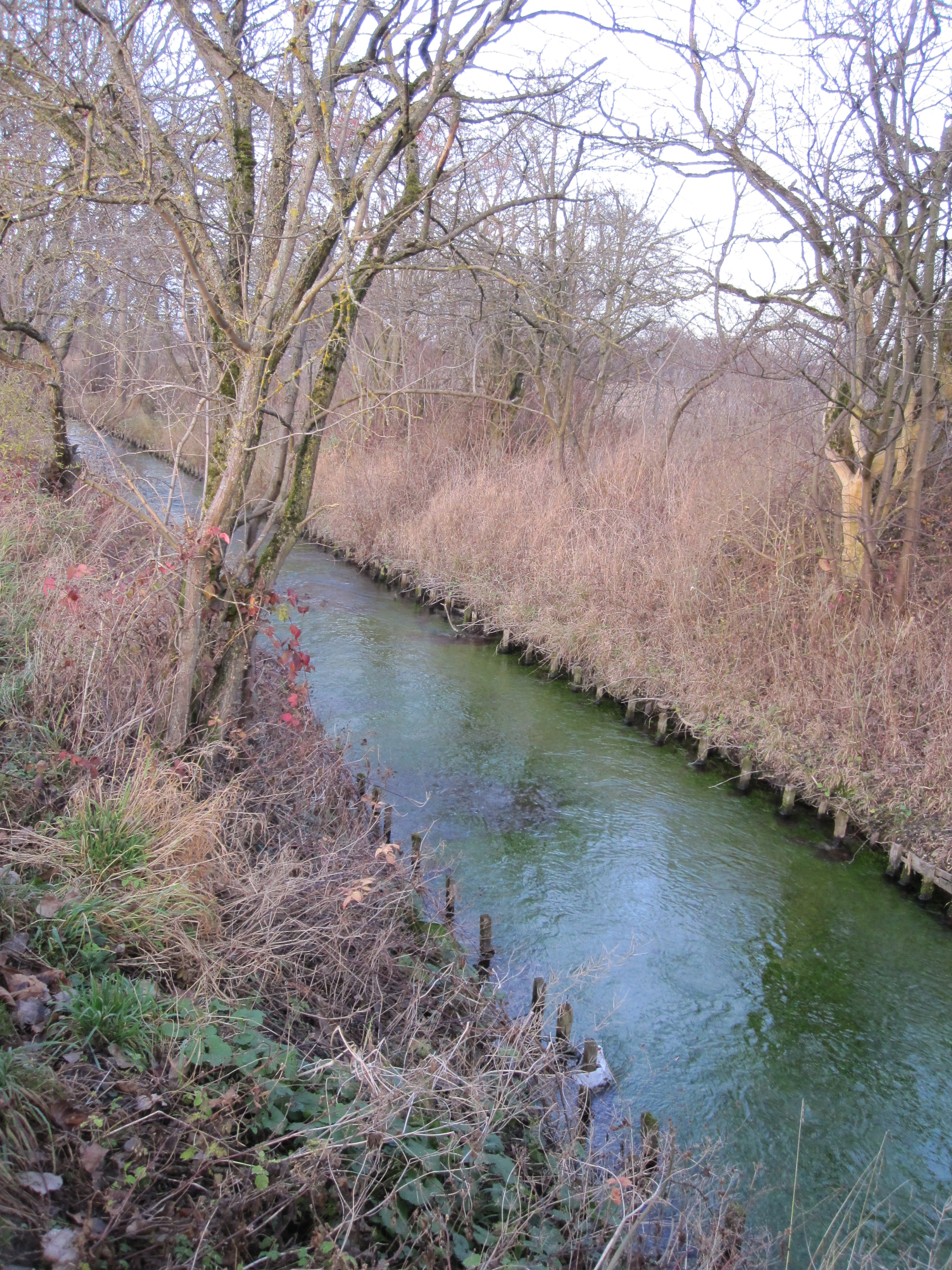
Hüllgraben

Hüllgraben là một kênh đào thuộc vùng Đông Bắc của München. Nó là rạch tiếp nối của suối Haching dẫn từ dưới đất ở vùng tam giác đường rày xe lửa Zamdorf sau đó chảy vào Abfanggraben, rồi cuối cùng nhập vào kênh đào Mittlere-Isar. Nó chảy ngang qua các khu vực Daglfing và Johanneskirchen tại quận Bogenhausen.
Truderinger Hüllgraben bắt đầu ở Kirchtrudering đối diện nhà thờ St. Peter und Paul (Trudering) nhập vào Hüllgraben ở Daglfing. Trong phạm vi của nhà ga điện ngầm (U-Bahnhof) Moosfeld nó chảy trên nóc của nhà ga trong một ống nước.

## Lịch sử

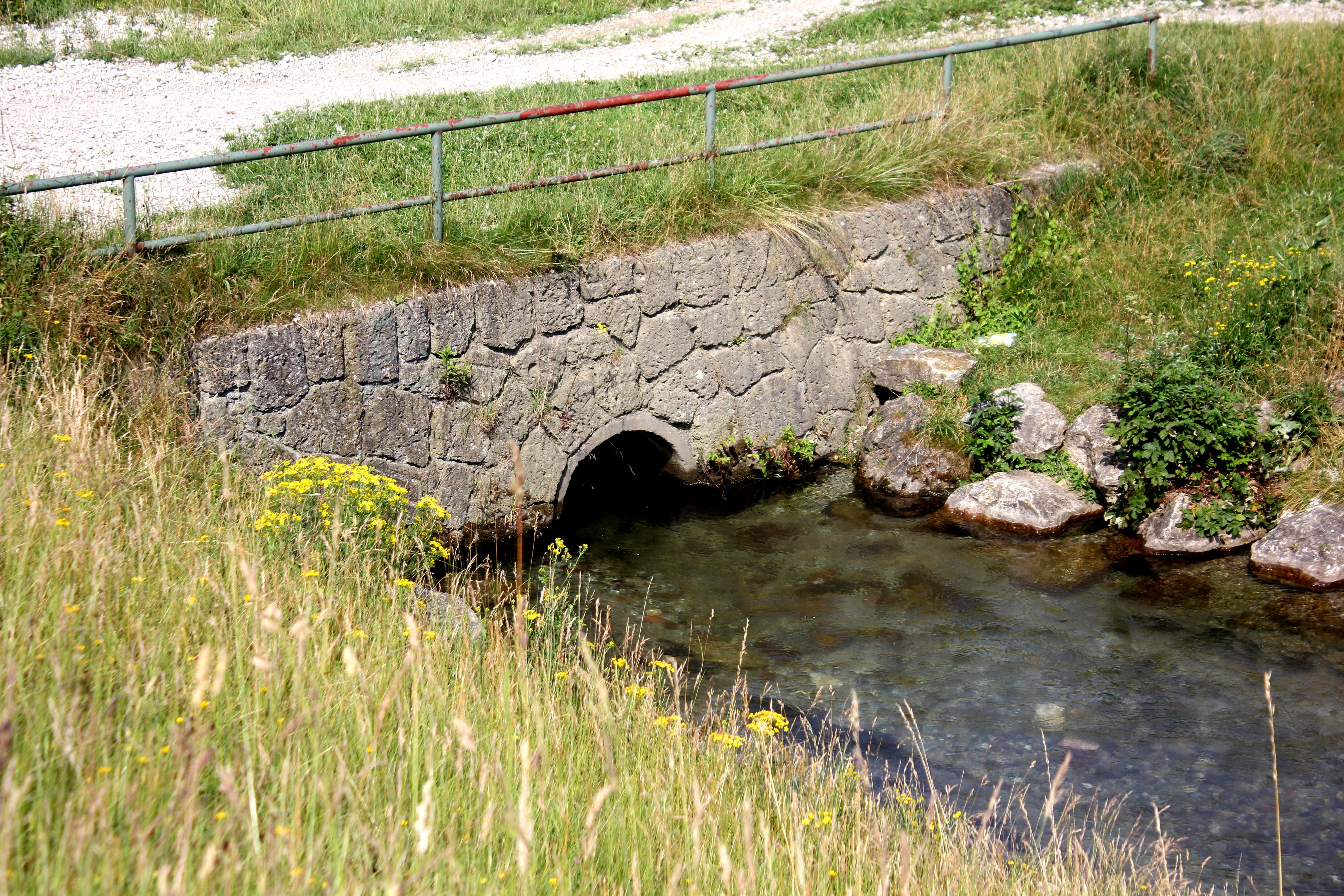
Khúc đầu của Hüllgraben tại Zamdorfer Gleisdreieck

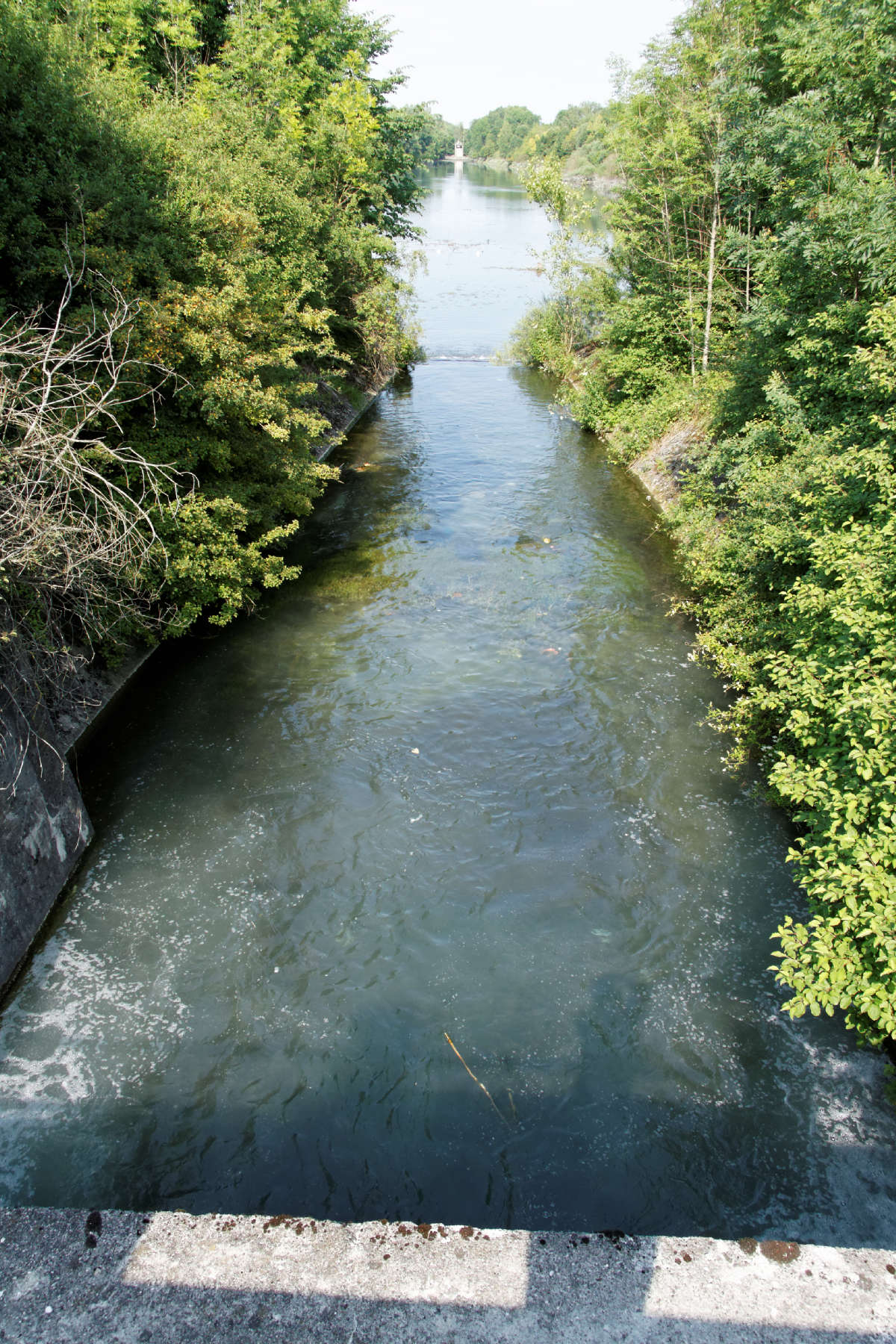
đoạn chuyển tiếp từ Hüllgraben sang Abfanggraben

Phía Đông của Daglfing là vùng sình lầy Johanneskirchen một phần của Erdinger Moos. Để dẫn nước đi người ta từ thế kỷ 19 đã đào sâu thêm những rạch có sẵn thành Hüllgraben và Abfanggraben. Còn ở phía Bắc của Trudering thường hay xảy ra lụt lội do nước tràn ra ở Berg am Laim từ suối Haching. 1933 người ta xây một ống nước có chiều ngang 600 mm dẫn nước từ suối Haching vào Hüllgraben..

Tại cánh đồng Riem ở Daglfing vào năm 2000 một nhánh của Hüllgraben được đào lại theo vẻ thiên nhiên.

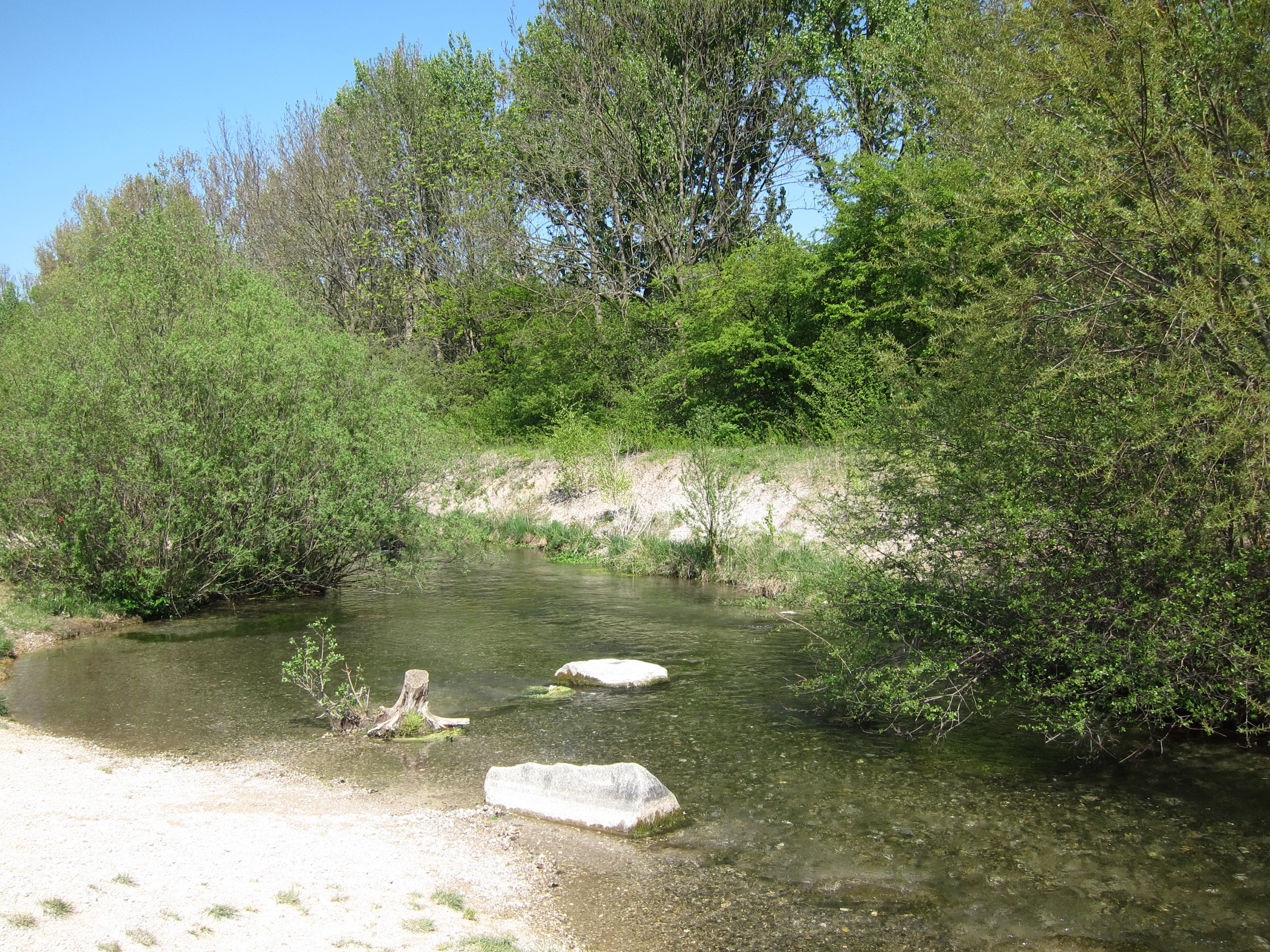
Tại Riemer Feld ở Daglfing

## Sách báo
- Karl Willibald: Trudering, Waldtrudering, Riem. Münchens ferner Osten, München 2000, ISBN 393403635X.